# Élena Paparízu
Élena Paparízu (latinos átírásban gyakran: Helena Papariz[o]u; görög betűkkel: Έλενα Παπαρίζου; Göteborg, 1982. január 31.) Svédországban született görög énekesnő.

## Pályafutása
Élena Paparízu Svédországban született, és nőtt fel. Művészi adottságait már kiskorában felfedezték, énekelt, táncolt és színjátszással is foglalkozott. 17 évesen barátjával, Níkosz Panajotídisszal (Νίκος Παναγιωτίδης) megalapította az Antique nevű együttest. Az első daluk, az "Opa, Opa" mindjárt nagy siker lett, a slágerlisták élére ugrottak ezzel. A gyors siker után meg is jelent első lemezük.
Az Antique a 2001-es Eurovíziós Dalfesztiválon görög színeket képviselhette, és az (I Would) Die for You című számukkal a harmadik helyen végeztek. A sikert újabb platinalemez, európai turné követte. A sikerek ellenére Élena 2003-ban úgy döntött, hogy zenei pályafutását egyedül folytatja. Aláírt egy szerződést a SonyBMG-vel, és 2003 decemberében megjelent első száma szólóként, az Anapánditesz Klíszisz (Αναπάντητες Κλήσεις). Ez a dal, melynek szövegét Hrísztosz Dántisz (Χρήστος Δάντης) szerezte, szintén gyorsan befutott.
2003-2004 telén Élena Paparízu a görög Antónisz Rémosszal (Αντώνης Ρέμος) együtt koncertezett. Első szólóalbuma, a Protereótita (Προτεραιότητα) 2004 elején került piacra, amelyről több szám is közkedvelt lett. 2004-2005 telén a Fever music night clubban Szákisz Ruvászszal (Σάκης Ρουβάς) és Jórgosz Mazonákisszal (Γιώργος Μαζωνάκης) közösen lépett fel.
2005. május 21-én Élena megnyerte az Eurovíziós Dalfesztivált a My Number One című számával. Ezt a dalt egyébként beválasztották minden idők öt legjobb Eurovíziós dala közé.
2005 novemberében jelent meg első görög száma, a Mambo! és a második albuma is, az Ipárhi Lógosz (Υπάρχει Λόγος), amely szintén görög nyelvű. A Mambo! című száma tíz héten keresztül a görög slágerlisták élén szerepelt.
A 2006-os atlétikai Európa-bajnokság dala a Heroes című száma volt, amely aztán Svédországban lett első a slágerlistákon. 2006 novemberében jelent meg első nemzetközi, angol nyelvű albuma a The Game of Love.
Folyékonyan beszél görögül, svédül és angolul, de franciául és spanyolul is tanult.
2014-ben újra képviselni szerette volna magát az Eurovíziós Dalfesztiválon, ezúttal Svédország színeiben. Dala Survivor címmel a svéd nemzeti válogató (Melodifestivalen) „Második esély” (Andra chansen) fordulójából jutott a válogató döntőjébe, de végül nem ő képviselte az országot.
2015-ben ő ismertette a Görögország pontjait az Eurovíziós Dalfesztiválon, majd 2024-ben a görög szakmai zsűri pontjait.

## Diszkográfia
- Protereótita (Προτεραιότητα, 2004)
- My Number One (2005)
- Ipárhi Lógosz (Υπάρχει Λόγος, 2006)
- The Game of Love (2006)
- Vríszko To Lógo Na Zo (Βρίσκω Το Λόγο Να Ζω, 2008)
- Jíro Apo T' Óniro (Γύρω Απο Τ' Όνειρο, 2010)
- Ti Óra Tha Vgúme? (Τι Ώρα Θα Βγούμε;, 2013)
- One Life